# Mario Revollo Bravo
Mario Revollo Bravo (19 de setembro de 1919 - 3 de novembro de 1995) foi cardeal da Igreja Católica Romana, arcebispo de Bogotá e Arcebispo Primaz da Colômbia.

## Biografia
Nascido em Gênova, Itália, onde seu pai era cônsul colombiano naquela cidade. Ele era o terceiro dos seis filhos de Enrique Revollo del Castillo e Soledad Bravo Arbeláez. De volta a Bogotá, Revollo Bravo estudou no Seminário Menor, onde concluiu o ensino médio.
No Seminário Maior da Arquidiocese estudou filosofia entre 1936 e 1938. No ano seguinte viajou para Roma, onde estudou no Pontifício Colégio Pio Latino-Americano e teologia na Pontifícia Universidade Gregoriana. Foi ordenado em 31 de outubro de 1943, na Igreja de Jesus em Roma, pelo cardeal Luigi Traglia. Em 1947 formou-se em Sagrada Escritura pelo Instituto Bíblico de Roma. Ao retornar à Colômbia, iniciou uma longa carreira docente como capelão nas escolas Presentación del Centro em 1948 e Marymount em Bogotá entre 1948 e 1967; e professor no Seminário Maior da Arquidiocese de 1948 a 1960 e de 1963 a 1964.
Em 1949, o arcebispo Ismael Perdomo confiou ao padre Revollo e outros sacerdotes a tarefa de reconstruir o semanário arquidiocesano El Catolicismo, destruído no ano anterior. Revollo esteve à frente desse jornal durante 17 anos; e nos últimos anos dedicou-se a fornecer informações assíduas e precisas sobre o Concílio Ecumênico Vaticano II. Foi responsável pela imprensa durante o Congresso Eucarístico Internacional e a visita do Papa Paulo VI, em 1968.
Revollo foi secretário de educação e catecismo de Bogotá em 1965, reitor da igreja de San Juan de Dios e representante do arcebispo no Conselho Regional do SENA. Como pároco, esteve na paróquia de Santa Beatriz em Bogotá de 1967 a 1970, quando foi nomeado vigário episcopal da Imaculada Conceição e pároco de Santa Marta até 1973, e vigário geral da Arquidiocese de Bogotá a partir desse ano até 1978.
O Papa Paulo VI nomeou-o bispo-auxiliar de Bogotá em 13 de novembro de 1973. Recebeu a consagração episcopal em 2 de dezembro do mesmo ano, pelo Cardeal Arcebispo de Bogotá, Aníbal Muñoz Duque, em Bogotá; os principais co-consagradores foram Alfredo Rubio Diaz, Arcebispo de Nueva Pamplona, e Pablo Correa León, Bispo Emérito de Cucutá.
Revollo foi promovido para a Arquidiocese de Nueva Pamplona em 28 de fevereiro de 1978. Promoveu a formação sacerdotal, a participação leiga e restaurou a igreja catedral. Com a renúncia do cardeal Aníbal Muñoz Duque, ele foi transferido para a sede metropolitana e primaz de Bogotá pelo Papa João Paulo II em 25 de junho de 1984. Tomou posse canônica em 19 de julho.
Foi Administrador Apostólico da Diocese de Cúcuta entre 29 de maio a 25 de julho de 1983. Em 25 de junho de 1984 também foi nomeado Ordinário Militar da Colômbia, renunciando em 5 de junho do ano seguinte.
O Papa João Paulo II proclamou-o cardeal-presbítero de S. Bartolomeo all'Isola no consistório de 1988, recebendo o barrete e o título em 28 de junho. Como cardeal, fortaleceu os vicariatos episcopais, catalogou e restaurou o patrimônio artístico da arquidiocese e preparou a visita apostólica do Papa João Paulo II à Colômbia em 1986. Foi responsável pela convocação e desenvolvimento do Sínodo Arquidiocesano, anunciado oficialmente em 17 de outubro de 1989, por ocasião da festa de Santa Isabel da Hungria, padroeira da arquidiocese. Colaborou em processos de paz, integrando uma breve comissão de paz durante o governo Barco e depois, em 1990, integrou a chamada Comissão de Notáveis juntamente com os ex-presidentes Alfonso López e Misael Pastrana, para mediar a libertação de alguns jornalistas sequestrados pelo Cartel de Medellín. Também fundou a Fundação de Assistência ao Migrante – FAMIG.
Em 1993, o presidente César Gaviria Trujillo impôs a Cruz Boyacá ao Cardeal Revollo, em reconhecimento aos mais de cinquenta anos de ordenação sacerdotal e de serviço ao país.
Sua renúncia como arcebispo foi aceita em 13 de agosto de 1994. Após sofrer de câncer de pulmão por mais de três anos, faleceu em 1995 e foi sepultado na Catedral Primacial de Bogotá.

## Outros cargos ocupados
Durante o seu ministério episcopal, Monsenhor Revollo ocupou diversos cargos:
- presidente da Conferência Episcopal Colombiana por dois mandatos de três anos (1978-1984);
- delegado do Episcopado Colombiano nos sínodos dos bispos de 1974, 1977, 1980 e 1983;
- delegado do Episcopado Colombiano na Conselho Episcopal Latino-Americano de 1975 a 1978;
- presidente da Comissão Doutrinária do Episcopado Colombiano de 1975 a 1978;
- delegado do Episcopado Colombiano à III Conferência Geral do Episcopado Latino-Americano em Puebla, em 1979;
- membro do Departamento de Religiosos do CELAM e presidente do Departamento de Ecumenismo;
- membro da Pontifício Conselho Justiça e Paz;
- membro da Congregação para o Clero;
- membro da Congregação para os Sacramentos e o Culto Divino e para os Institutos de Vida Consagrada e Sociedades de Vida Apostólica;
- membro da Pontifícia Comissão para a América Latina;
- membro da IV Conferência Geral do Episcopado Latino-Americano em Santo Domingo, 1992.